# Онохово (Забайкальский край)
Онохово — село в Балейском районе Забайкальского края России. Входит в состав сельского поселения «Подойницынское».

## География
Село находится в северной части района, на берегах реки Грязной, вблизи места впадения её в реку Унду, на расстоянии примерно 8 километров (по прямой) к северо-востоку от города Балея. Абсолютная высота — 670 метров над уровнем моря. К западу от Онохова проходит автодорога 76К-009.
Климат
Климат характеризуется как резко континентальный с продолжительной холодной малоснежной зимой. Абсолютный минимум температуры воздуха самого холодного месяца (января) составляет −45,5 °C; абсолютный максимум самого тёплого месяца (июля) — 39,2 °C. Среднегодовое количество атмосферных осадков составляет 308,3 мм.
Часовой пояс
Село Онохово находится в часовой зоне МСК+6. Смещение применяемого времени относительно UTC составляет +9:00.

## История
Основано во второй половине XVIII века крестьянами, переселенными в зачёт рекрутского набора и приписанными к Нерчинскому сереброплавильному заводу. В 1851 году жителей перевели в казачье сословие. Входило в качестве посёлка в состав станицы Ундинской 2-й пешей бригады Забайкальского казачьего войска.

## Население
| 1829 | 1989 | 2002 | 2010 | 2021 |
| ---- | ---- | ---- | ---- | ---- |
| 296  | ↘256 | ↘177 | ↘139 | ↘120 |

Половой состав
По данным Всероссийской переписи населения 2010 года в гендерной структуре населения мужчины составляли 49,6 %, женщины — соответственно 50,4 %.
Национальный состав
Согласно результатам переписи 2002 года, в национальной структуре населения русские составляли 100 % из 177 чел.

## Инфраструктура
В селе функционируют начальная школа, библиотека и фельдшерско-акушерский пункт.